# Атанасиос Каратанасис
Атанасиос Каратанасис (на гръцки: Αθανάσιος Καραθανάσης) е гръцки учен, историк, председател на Обществото за македонски изследвания в периода 2015 - 2018 година.

## Биография
Атанасиос Каратанасис е роден на 11 юли 1946 година в южнотесалийския град Волос, Гърция, в семейството на бежанци от Мала Азия. 